# 德哈爾城堡
德哈爾城堡（荷蘭語：Kasteel de Haar）是位於荷蘭烏德勒支省的一座城堡。現在的城堡修建於1892年，是一座新哥特式建築。這座城堡是荷蘭最大的城堡。

## 画廊

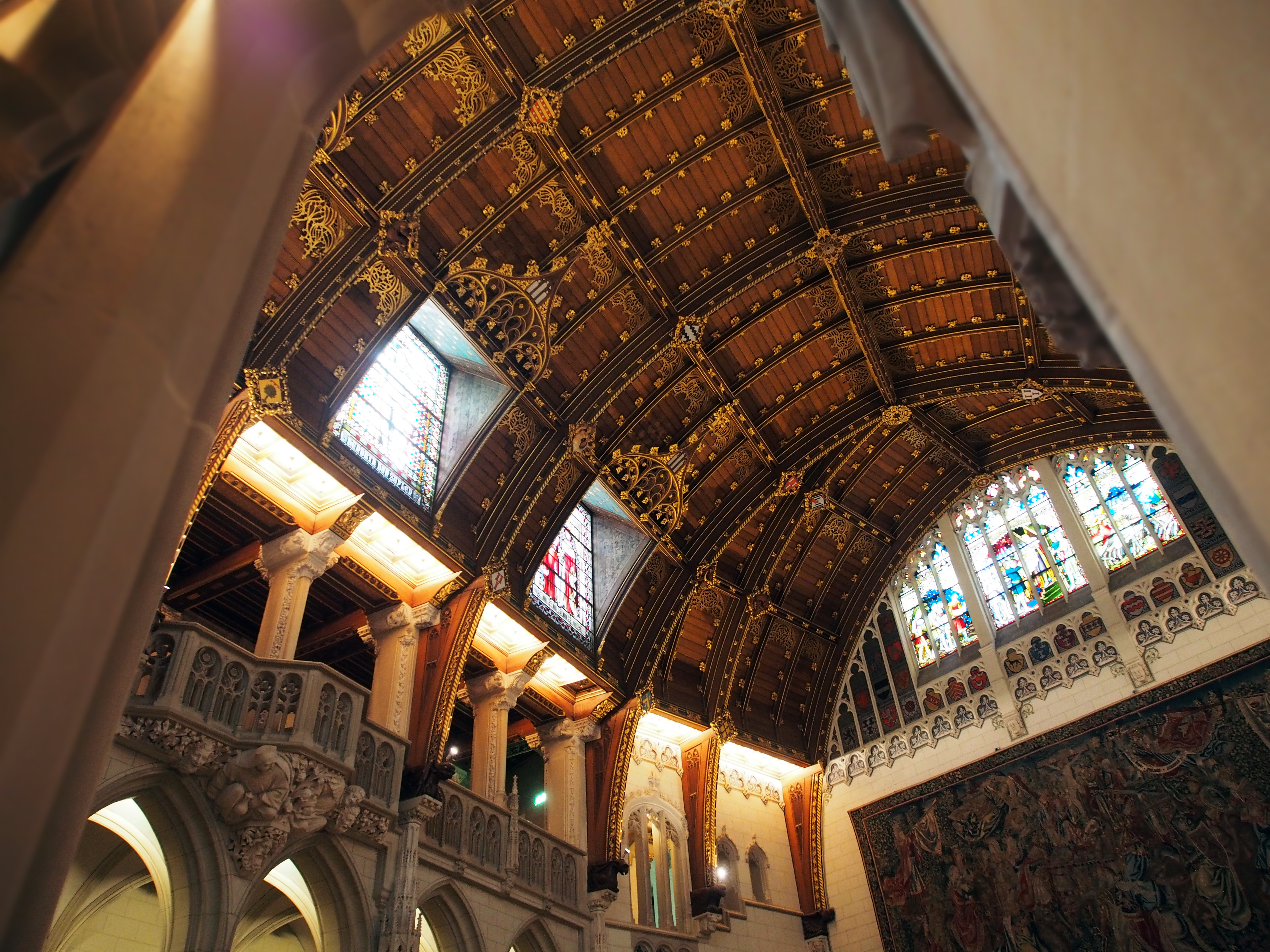
城堡内部
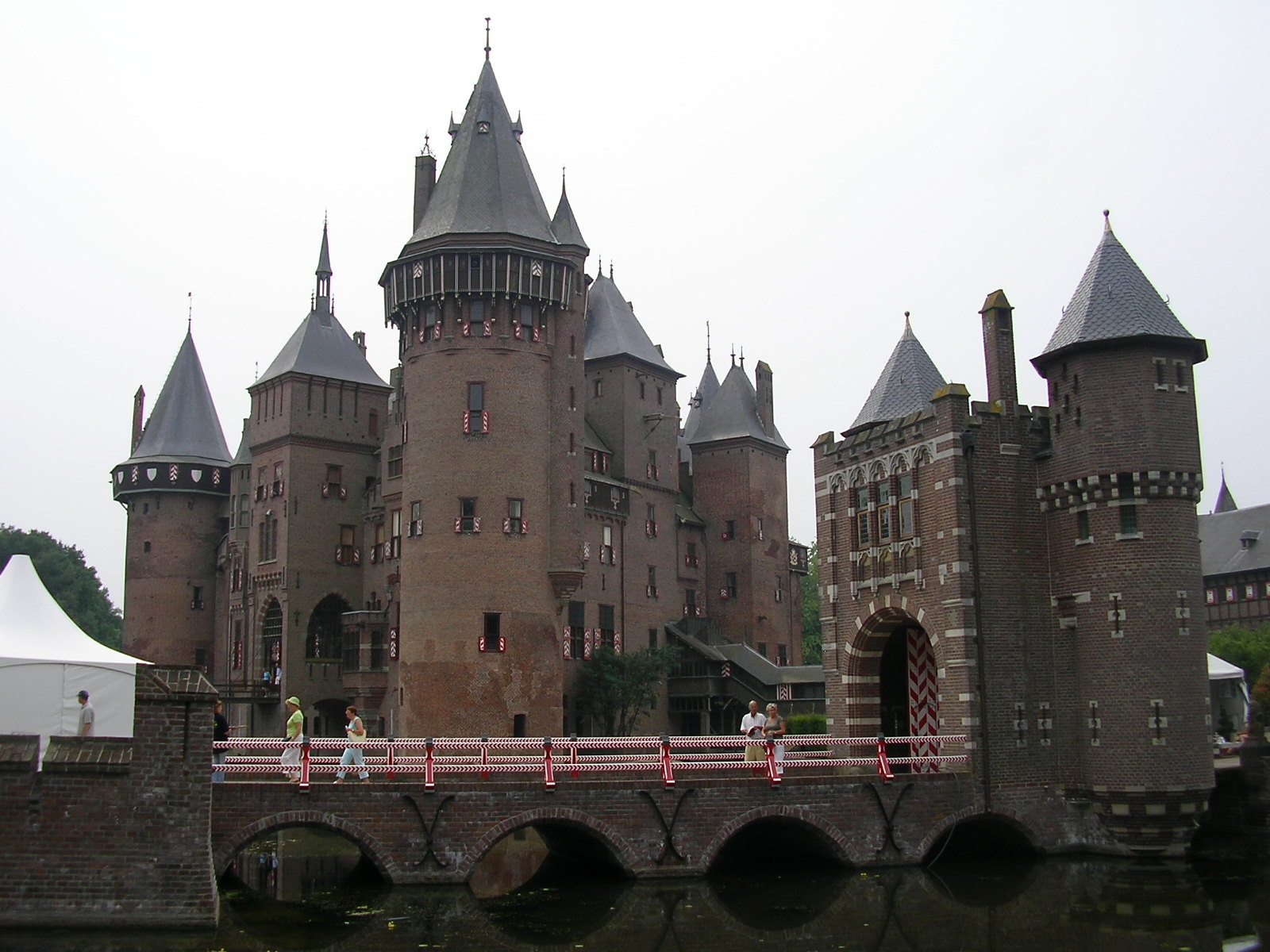
德哈尔城堡
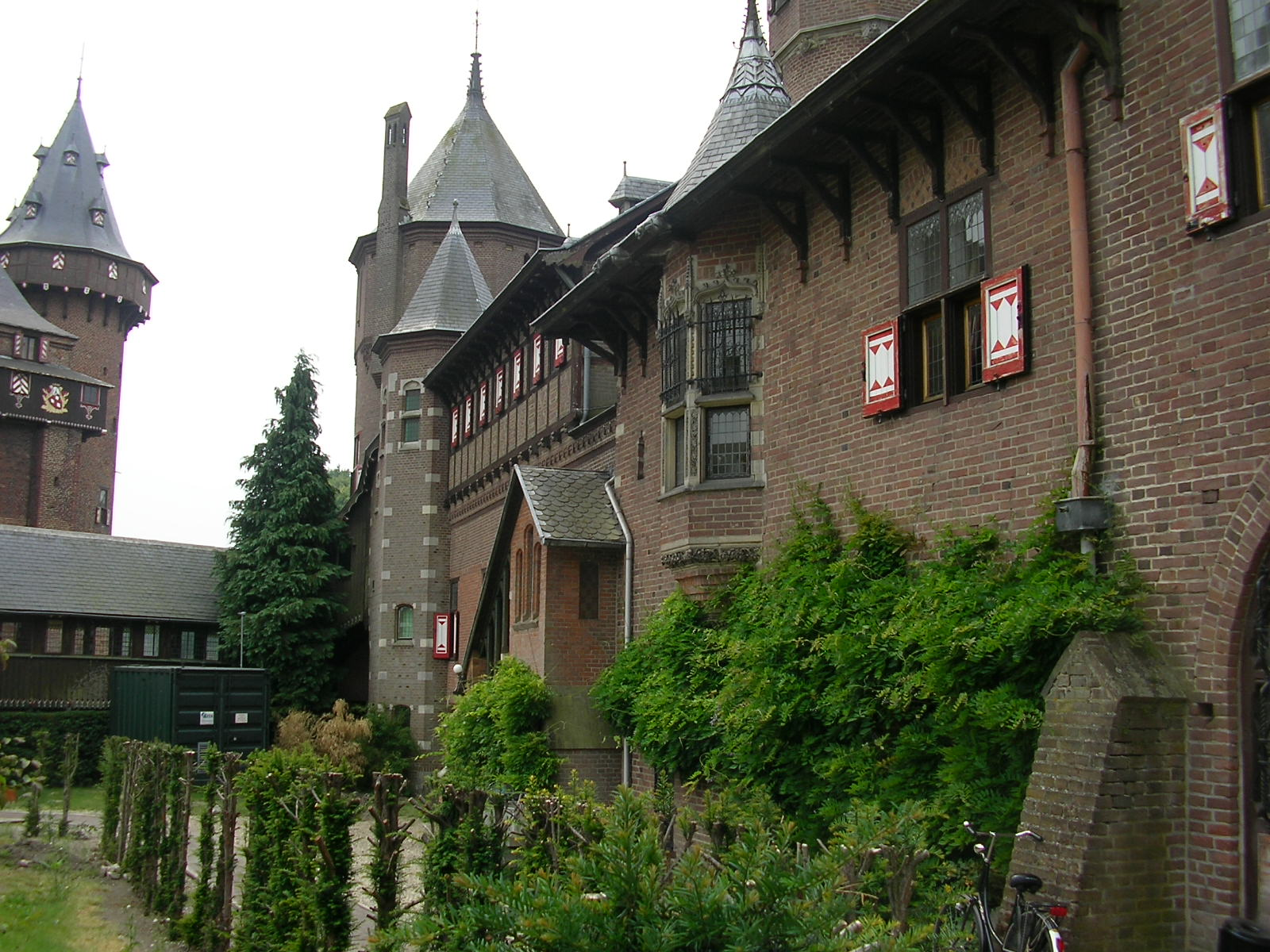
德哈尔城堡
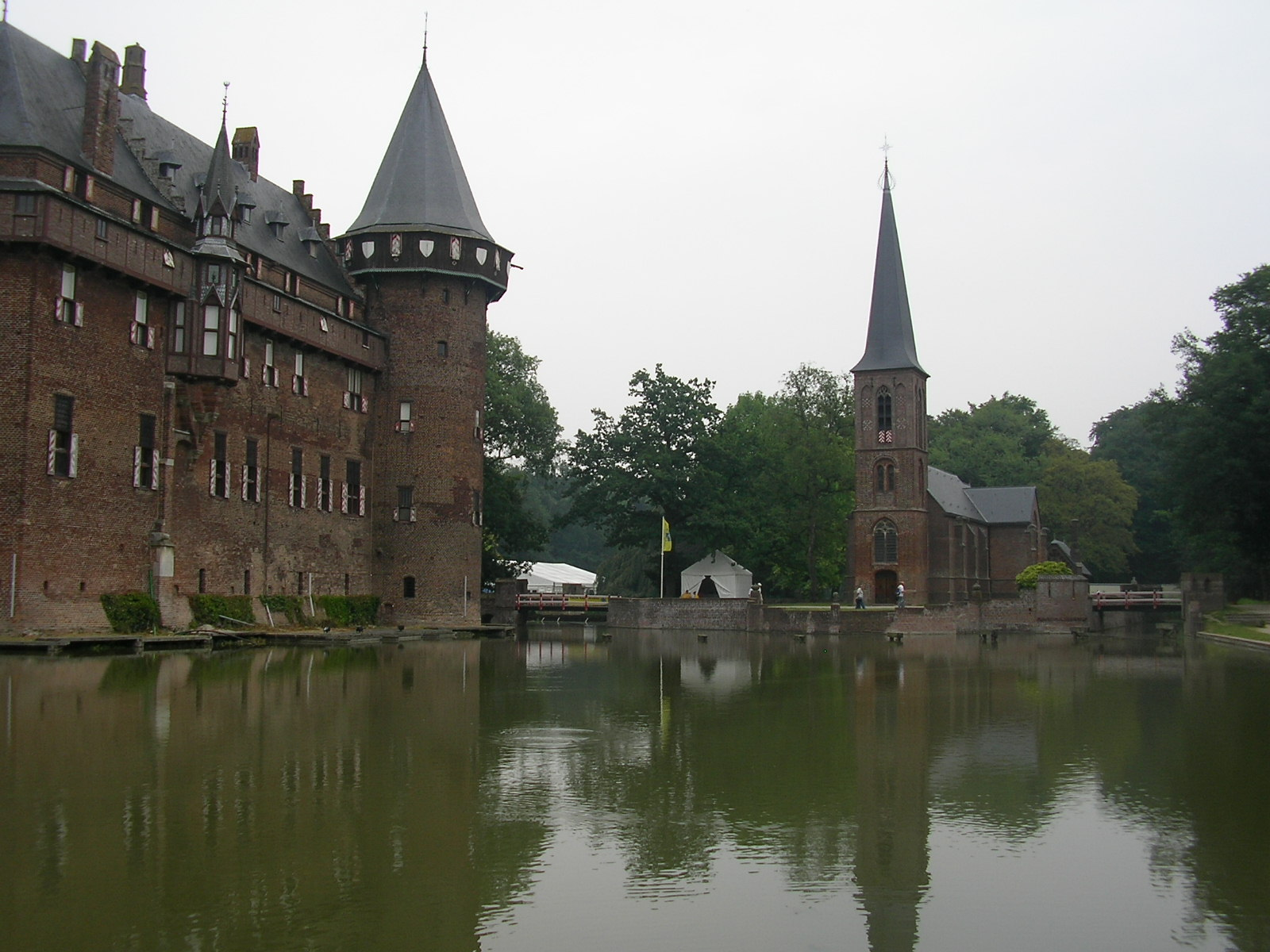
德哈尔城堡
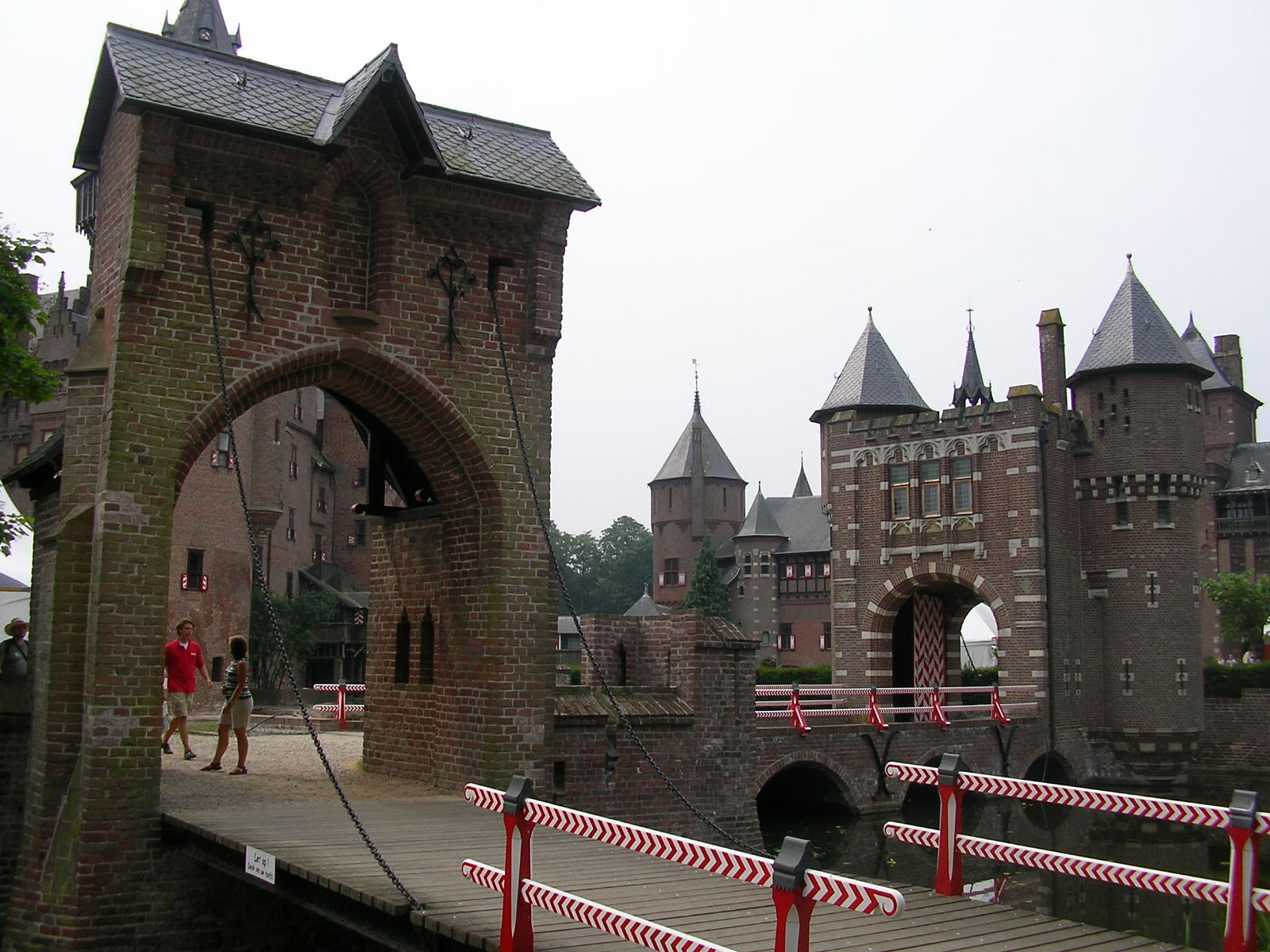
德哈尔城堡
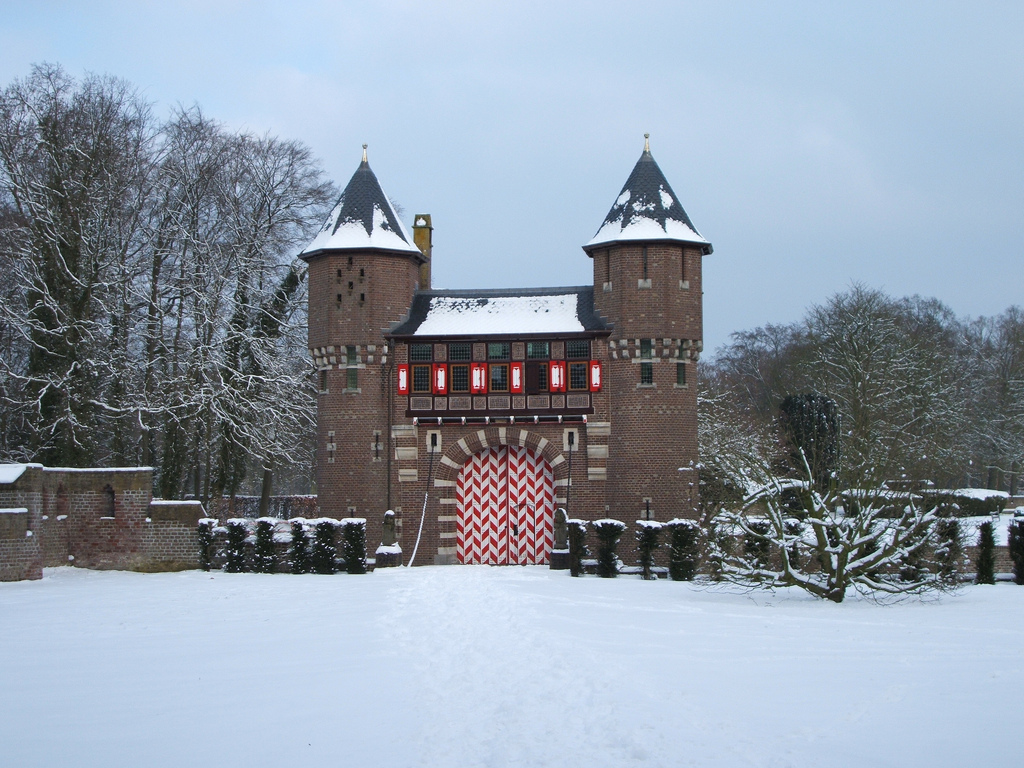
德哈尔城堡大门
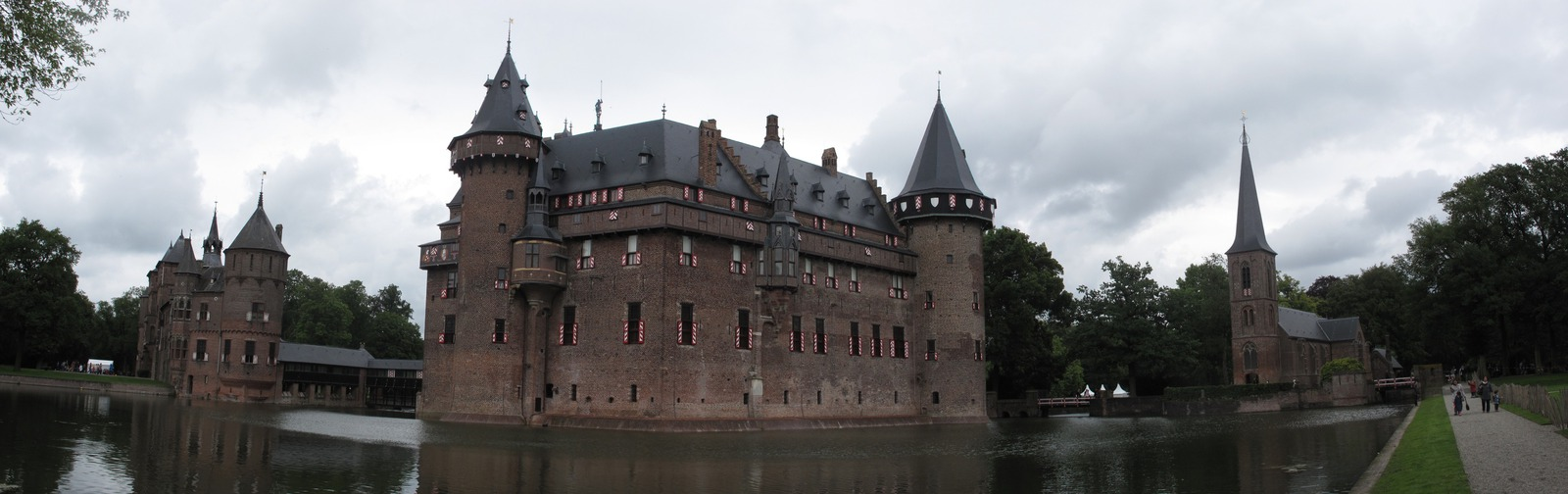
西边视角
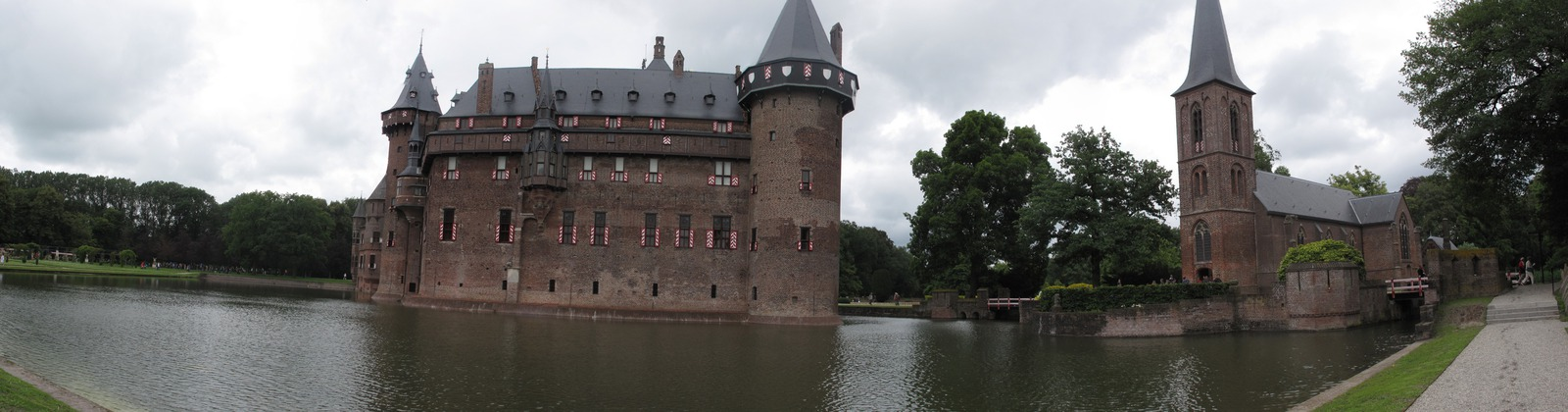
南边视角

## 外部連結
- 官方网站
- Virtual tour